# Warren Cuccurullo
Warren Bruce Cuccurullo (Nova York, 8 de dezembro de 1956) é um guitarrista norte-americano de origem italiana
Já trabalhou com Frank Zappa, Duran Duran e Missing Persons.

## Biografia
Warren é o mais velho dos quatro filhos de Jerry e Ellen Cuccurullo; teve dois irmãos, Jerry e Robert, e uma irmã, Stephanie. Tem ascendência italiana (originária da comuna de Nocera Inferiore, na região da Campania, na Itália) e também alguma ascendência grega. Cresceu no subúrbio de Canarsie, do Brooklyn, Nova York, e em 1974 graduou-se na Canarsie High School. Começou a tocar bateria e guitarra ainda criança.
Adotou uma criança, Mayko Cuccurullo (n. 7 de julho de 1983), que vive com sua mãe, Claudia Bueno (ex-namorada de longa-data de Warren), no Rio de Janeiro, Brasil. Mayko apareceu no vídeo Breath After Breath de Duran Duran, filmado em 1994, e também contribuiu com algum vocal no projeto N'Liten Up.

### 1986—2001: Duran Duran
Durante as gravações do álbum Notorious, o guitarrista original do Duran Duran Andy Taylor resolveu deixar a banda, depois de desavenças artísticas e até mesmo jurídicas. Cuccurullo conheceu Taylor enquanto tocava com este em ensaios e "jams" de sua banda Missing Persons e, ao saber que Taylor não tinha intenções de voltar ao Duran Duran, ele ofereceu seus préstimos à banda inglesa.
O Duran Duran contratou então Cuccurullo como guitarrista de estúdio e depois para a turnê do álbum. Mais tarde, ele se tornaria membro efetivo da banda até 2001, quando o Duran Duran resolveu voltar a formação original.

## Restaurantes
Em 2002, Warren comprou um restaurante italiano chamado Via Veneto, em Santa Mônica (Califórnia), que se tornou um ponto badalado da área de Los Angeles e frequentado por celebridades. Também bancou a inauguração de um restaurante chamado Hidden e de outros de culinária vietnamita em parceria com Michael "Bao" Huynh.

## Crenças religiosas
Foi criado em uma família com forte tradição católica, tendo frequentado uma escola católica no Brooklyn. Durante boa parte de sua vida adulta, teve um grande desdém por qualquer tipo de religião, mas ainda acreditava em reencarnação. Depois de uma experiência com uma doença mortal em 2003, teve uma epifania espiritual que quis compartilhar com seus fãs e com o mundo. Essas novas opiniões, que incluem a crença em algum tipo de deus presente em tudo e em todos, não está ligada a nenhum tipo de religião ou denominação, pelas quais ele ainda tem forte antipatia.

## Retorno à música
Voltou aos Estados Unidos em 2001 e atualmente vive no bairro de Venice (Los Angeles). Seu foco são projetos musicais ligados a trilhas sonoras de filmes.
Focando novamente na música, começou um projeto colaborativo com o compositor Erik Alexandrakis, o baterista Steve Ferrone e o produtor Anthony J. Resta.